# Fusillade de Tucson
La fusillade de Tucson, dans l'État américain de l'Arizona, a eu lieu le 8 janvier 2011 lorsque Jared Loughner tente d’assassiner Gabrielle Giffords, représentante de l’Arizona à la chambre basse du Congrès des États-Unis au cours d’un meeting politique à Casas Adobes, dans la banlieue de Tucson. Six personnes sont tuées lors de l’attaque, dont le président de la cour fédérale de district de l'Arizona et un des assistants de l’élue, et treize autres blessées. Gravement touchée à la tête, Gabrielle Giffords survit à ses blessures, mais reste lourdement handicapée, ce qui l’oblige à mettre fin à sa carrière politique.
Maîtrisé par des témoins, Jared Loughner est reconnu atteint de schizophrénie paranoïde lors d’une expertise psychiatrique. Cela ne l’empêche pas d’être jugé en 2012, après avoir fait l’objet de soins psychiatriques. Le 8 novembre 2012 il est condamné à sept peines de prison à vie, plus cent quarante ans de prison sans possibilité de libération conditionnelle et dix-neuf millions de dollars de dommages et intérêts. 

## Déroulement

### Auteur des faits
Jared Loughner est âgé de vingt-deux ans au moment des faits. Il a alors déjà été condamné pour possession de drogue et d’autres délits mineurs. Il a également été refusé dans l’United States Army en 2008 en raison d’un test positif à la drogue. En outre, son école, le Pima Community College, l’a suspendu en octobre 2010 en raison de son comportement erratique, en conditionnant sa réadmission au passage d’un examen psychiatrique certifiant qu’il n’est pas un danger pour lui-même ou les autres. Loughner préfère alors abandonner ses études que d’effectuer le test. Ces antécédents ne l’empêchent toutefois pas de pouvoir acheter légalement le 30 novembre 2010 un pistolet semi-automatique Glock 19 chez un vendeur d’armes local.
Après son arrestation Loughner est d’abord incarcéré dans l’aile psychiatrique d’une prison fédérale, le temps d’être soigné pour être apte à être jugé. À partir du mois de juin 2011, il fait l’objet d’administration forcée de neuroleptiques. Son avocat tente d’interrompre ce traitement en invoquant son droit à refuser de prendre des médicaments, mais les autorités médicales, puis la cour d’appel fédérale rejette cette demande, considérant qu’il présente un danger pour lui-même et les autres.
En juillet 2012 il est incarcéré dans un établissement médical sécurisé à Rochester.

### Attaque
Le matin du 8 janvier 2011, Gabrielle Giffords anime sur le parking du supermarché Safeway de Casas Adobes une rencontre intitulée Constituents on Your Corner (« Des députés à votre coin de rue ») afin de rencontrer les habitants de sa circonscription et écouter leurs avis. Une trentaine de personnes sont présentes, dont Jared Loughner. Peu après 10 h celui-ci dégaine son pistolet et tire une balle dans la tête de Giffords avant de s’en prendre aux autres personnes présentes. Il parvient ainsi à faire de nombreuses victimes avant d’être plaqué au sol et désarmé par des témoins.

### Victimes
Six personnes sont tuées et treize blessées à la suite de la fusillade. Parmi les morts figurent notamment John Roll, président de la cour fédérale de district de l'Arizona, Gabriel Zimmerman, assistant de Gabrielle Giffords et Christina Taylor-Green, une fillette de neuf ans née le 11 septembre 2001. Les trois autres personnes tuées sont toutes des retraités habitant la région.
Cible principal du tueur et touchée à la tête, Gabrielle Giffords est opérée à l’University Medical Center de Tucson, où les médecins parviennent à la sauver. Après plusieurs jours en coma artificiel, elle est transférée au Memorial Hermann Medical Center de Houston où débute une longue rééducation. Elle conserver cependant d’importantes séquelles, ayant notamment perdu cinquante pour cent de la vision et ayant des difficultés à articuler. Par conséquent, elle renonce en janvier 2012 à se représenter aux élections, mais fonde en janvier 2013 l’association Americans for Responsible Solutions, une association militant pour un contrôle plus strict des armes à feu, devenue en 2016 le Giffords Law Center to Prevent Gun Violence.
Parmi les blessés figurent également deux autres assistants de Gabrielle Giffords.

## Enquête et suites judiciaires
Arrêté sur les lieux de la fusillade dès l’arrivée de la police, Jared Loughner est poursuivi par les procureurs fédéraux pour tentative d’assassinat sur un membre du Congrès, deux assassinats d’employés fédéraux et deux tentatives d’assassinat sur des employés fédéraux. L’inculpation initiale est émise le 19 janvier 2011 et retient trois charges. Elle est complétée le 3 mars par une inculpation complémentaire portant le total à quarante-neuf charges. Loughner se délcare deux fois non coupable, le 24 janvier et le 9 mars. Dans le même temps, Loughner subit deux examens psychiatriques qui concluent tous les deux qu’il est atteint de schizophrénie paranoïde. Cela amène le juge chargé du dossier à le déclarer inapte à être jugé tant qu’il n’aura pas été soigné.
Après avoir fait l’objet de soins psychiatriques en prison, Loughner est déclaré apte à être jugé le 7 août 2012. Au préalable il accepte de plaider coupable pour dix-neuf chefs d’accusation, à condition d’échapper à la peine de mort. Le 8 novembre 2012, il est condamné à sept peines de prison à vie, auxquelles s’ajoutent cent quarante ans de prison sans possibilité de libération conditionnelle. Par ailleurs, il est condamné à verser dix-neuf millions de dollars de dommages et intérêts. Il est à noter que ces condamnations ne concernent que le meurtre des employés fédéraux : les charges concernant les autres victimes ont été abandonnées par les procureurs de l’Arizona, ceux-ci estimant qu’un autre procès à l’échelle de l’État n’apporterait rien de plus, tout en ralentissant le processus de deuil.

## Suites politiques
Les responsables politiques américains ont unanimement condamné l'événement. Le massacre pourrait témoigner d'un climat politique très tendu et d'une polarisation politique extrême.